# Karla Faye Tucker
Karla Faye Tucker, född 18 november 1959 i Houston, Texas, USA, död (avrättad) 3 februari 1998 i Huntsvillefängelset i Huntsville, Texas, genom en giftinjektion efter att ha dömts till döden för två mord.
Tuckers avrättning blev förstasidesstoff över hela världen, eftersom hon var den första kvinnan att avrättas i Texas sedan 1860-talet och den första i USA sedan 1984.
Tucker hade en besvärlig uppväxt och ungdomstid där hon följde modern i hennes skörlevnad på en bordell. Hon var också gift ett kortare tag.

## Morden
Den 13 juni 1983 bestämde sig Tucker, hennes pojkvän Danny Garrett och deras vän James Leibrant för att stjäla en motorcykel som tillhörde en viss Jerry Dean. Garrett dödade Dean genom att slå honom med en hammare i huvudet. Tucker fick tag i en ishacka med vilken hon högg Dean i ryggen. Trion upptäckte ett vittne, Deborah Thornton, och Tucker högg henne med hackan upprepade gånger. Tucker sade efter dådet, att hon fick orgasm varje gång hon högg Dean och Thornton med hackan.
Tucker dömdes till döden för två mord. Dessförinnan hade hon blivit bekännande kristen och bad om förlåtelse för sina brott, vilket ledde till att många verkade för att straffet skulle omvandlas till livstids fängelse. Kyrkoledare från hela världen, däribland påven, vädjade om nåd. Även brodern till ett av hennes mordoffer bad om att hennes liv skulle skonas.

## Avrättning
Den 2 februari 1998 fördes Tucker till Huntsvillefängelset i Huntsville. Som sista måltid begärde Tucker en banan, en persika samt en gardensallad med ranchdressing. Dagen därpå leddes Tucker in i avrättningsrummet, där hon avrättades med en giftinjektion. Medan kemikalierna administrerades, prisade hon Jesus Kristus. Karla Faye Tucker dödförklarades klockan 18.45 lokal tid.
Karla Faye Tucker är begravd på Forest Park Lawndale Cemetery i Houston.